# Вишгород (артилерійський катер)
Вишгород P179 (U179) — малий броньований артилерійський катер проєкту 58155 «Гюрза-М» Військово-Морських Сил України. Призначений для несення патрульної служби на річках, озерах, зовнішніх рейдах і прибережних морських акваторіях з віддаленням від порту базування не більше ніж на 50 миль.

## Історія
Належить до другої партії МБАК, в якій було враховано досвід експлуатації першої партії. В конструкцію було внесено низку змін, оскільки ходові випробування перших двох МБАКів показали, що вони не виходять на заплановану максимальну швидкість у 25 вузлів. Тому в конструкцію чотирьох наступних катерів були внесені зміни: був замінений гребний гвинт та здійснений перерахунок валової лінії. Це дозволило вийти на номінальні показники швидкості у понад 25 вузлів. Було змінено компонування машинного відділення — встановлено захист валової лінії для покращення техніки безпеки під час експлуатації, а також замінене розташування пожежного насосу в житловому відсіку.
Всього в конструкцію бронекатерів було внесено близько сімдесяти змін. Також на катери було встановлене «додаткове оснащення» що має стати «несподіванкою для супротивника».

### Служба
5 грудня 2017 року відбулась урочиста церемонія найменування чотирьох новозбудованих катерів, які отримали назви «Вишгород», «Кременчук», «Лубни» та «Нікополь». Також у Чорному морі було проведено тактичне навчання малих броньованих артилерійських катерів у складі 6 одиниць (24 ОДнРК), за яким, перебуваючи на борту фрегата «Гетьман Сагайдачний» спостерігав командувач ВМС України.
23 травня 2018 року катер разом з середнім десантним кораблем «Юрій Олефіренко» та бронекатером «Аккерман» взяв участь у святкуванні сотої річниці морської піхоти України. Одночасно чорні берети на берети кольору морської хвилі змінили морпіхи на бойових позиціях поблизу населених пунктів Широкине, Лебединське, Водяне, Чормалик, на адміністративному кордоні з тимчасово окупованою територією Криму — на Чонгарі, на узбережжях Чорного і Азовського морів, а також на борту середнього десантного корабля «Юрій Олефіренко».
Включений до корабельного складу ВМС України 1 липня 2018 року. 7 березня провів маневри з кораблями ВМФ Туреччини в рамках навчань «Блакитна батьківщина».[джерело?]

### Російське вторгнення (з 2022)
На початку повномасштабного вторгнення був захоплений разом з малим артилерійським катером «Аккерман» в тимчасово окупованому Бердянську. В серпні 2023 року стало відомо, що росіяни замінили корабельні 30-мм бойові модулі КАУ-30М на захоплених катерах на установки 2М-3М. Зняті бойові модулі КАУ-30М були перевезені на виставку трофейного озброєння.

## Командування
- старший лейтенант Дамір Аулін.[11] В жовтні 2018 року призначений командиром патрульного катера типу «Айленд».
- старший лейтенант Ігор Кошмак. ￼[12]